# Úřad pro zastupování státu ve věcech majetkových
Úřad pro zastupování státu ve věcech majetkových (ÚZSVM) je úřad České republiky, organizační složka státu a součást resortu Ministerstva financí. Mezi základní agendy ÚZSVM patří zastupování státu a organizačních složek státu v majetkoprávních jednáních před soudy, hospodaření s vymezeným státním majetkem a dislokační agenda. Svou činnost ÚZSVM vykonává prostřednictvím regionálních pracovišť (7 územních, 32 odloučených).
ÚZSVM má ústředí v Praze v budově, kde dříve sídlil Všeobecný penzijní ústav. V čele Úřadu je generální ředitel, který svou funkci vykonává v pracovním poměru a kterého jmenuje a odvolává ministr financí. Organizační řád úřadu schvaluje ministr financí.

## Historie
Úřad vznikl k 1. 7. 2002 na základě zákona č. 201/2002 Sb. v souvislosti se zánikem okresních úřadů (1. 1. 2003) a převzal po nich kompetence v oblasti správy státního majetku. Zbylá agenda po okresních úřadech přešla na krajské a obecní úřady, což jsou orgány samosprávy a se státním majetkem nenakládají. Od dubna 2006 sídlí na Rašínově nábřeží.
Generální ředitelkou je od 28. ledna 2015 Mgr. Ing. Kateřina Arajmu.

### Generální ředitelé
- červenec 2002 – únor 2003 Ivan Noveský
- březen 2003 – březen 2014 Miloslav Vaněk
- březen 2014 – říjen 2014 Ondřej Závodský, náměstek ministra financí pověřený vedením
- říjen 2014 – prosinec 2014 František Ditrich
- leden 2015 – Kateřina Arajmu

### Bitcoinová kauza
Aféra známá jako bitcoinová kauza propukla v březnu 2025, kdy ministerstvo spravedlnosti pod vedením Pavla Blažka přijalo od odsouzeného defraudanta Tomáše Jiřikovského dar v hodnotě přibližně 468 BTC. K darování došlo 7. března 2025, případ odkryla 28. května 2025 investigativní reportérka Zdislava Pokorná v Deníku N. Role Úřadu měla spočívat v poskytnutí elektronické peněženky jako technického nosiče umožňujícího převod bitcoinů a jejich následný prodej v aukci organizované ministerstvem spravedlnosti. K vlastní úloze se Úřad vyjádřil v tiskovém prohlášení 2. června 2025, z časové osy předložené ministryní spravedlnosti Evou Decroix však vyplývá, že zapojení Úřadu bylo širší, než jen poskytnutí hardwarové peněženky.

## Základní agendy

### Právní zastupování
ÚZSVM zastupuje stát před soudy, rozhodčími orgány, správními úřady a jinými orgány ve věcech týkajících se majetku státu. ÚZSVM zastupuje státní instituce v právních jednáních s dlouhodobou úspěšností více než 90 %. V roce 2024 uhájil ÚZSVM státu částku přesahující 162 miliard korun.
Výrazně roste počet dohod o předání právních sporů ze státních institucí na ÚZSVM.  Za rok 2024 bylo uzavřeno 1 070 takových dohod. Nejčastěji zastupovanými organizačními složkami státu jsou Státní pozemkový úřad, Ministerstvo spravedlnosti a Policie ČR. ÚZSVM poskytuje rovněž v zákonem vymezených případech bezplatnou právní pomoc obcím a zastupuje je před soudy. K 31. 12. 2024 ÚZSVM vedl 8 217 otevřených právních jednání s celkovou žalovanou částkou více než 31,7 miliardy korun.

### Hospodaření se státním majetkem
ÚZSVM se stal jednorázově příslušný hospodařit s vybraným majetkem státu po okresních úřadech nebo s majetkem na silničních hraničních přechodech, ale hospodaří i s majetkem, který státu již patří, ale z různých důvodů s ním nikdo nehospodaří. Úřad také nabývá majetek z tzv. odúmrtí, tedy po zemřelých bez dědiců, majetek propadlý z trestné činnosti nebo ze soudních úschov. V majetkovém portfoliu se nachází nemovitý i movitý majetek, dále pak cenné papíry, majetkové účasti a další finanční majetek. ÚZSVM spravuje téměř 335 tisíc majetkových položek v souhrnné účetní hodnotě více než 25,2 miliardy korun. V roce 2024 ÚZSVM prodal 3 099 nemovitostí a dalších 83 027 převedl bezúplatně nejčastěji jiným státním institucím nebo obcím a krajům.
Od svého vzniku do 31. prosince 2024 odvedl úřad do státního rozpočtu již téměř 28 miliard korun. V roce 2024 také na speciální účet Ministerstva spravedlnosti pro odškodňování obětí trestných činů odvedl  rekordních 683 milionů korun, a to z prodeje majetku pocházejícího z trestné činnosti. 
ÚZSVM provozuje systém Nabídka majetku státu, kde jsou zveřejňovány nejen nabídky majetku pro ostatní státní instituce, ale také nabídky nepotřebného státního majetku veřejnosti prostřednictvím elektronických aukcí.
ÚZSVM v roce 2015 zmapoval veškeré státní nemovitosti evidované v katastru nemovitostí na státní subjekty. Jednalo se o projekt Mapa majetku státu. Do konce roku 2024 dokázal snížit počet nemovitostí zapsaných na nedohledané a zaniklé státní subjekty o 8 869 (tj. o bezmála 97 procent) a na státní subjekty v konkurzu či v likvidaci o 13 553 (tj. o bezmála 83 procent).

### Dislokace
Jedná se o optimalizaci rozmístění státních institucí po celé republice. K podkladům a zpracovávání jednotlivých řešení ÚZSVM využívá Centrální registr administrativních budov (CRAB). Tam, kde hrazené nájemné překročí průměrné nájemné či kde je inkasované nájemné podprůměrné, vyzývá ÚZSVM státní instituce k nápravě. ÚZSVM také pomocí dat z CRAB analyzuje průměrné náklady na služby a energie a porovnává je s průměrnými výdaji u konkrétní budovy. Jedná se například o výdaje na úklid, ostrahu, vytápění nebo elektřinu. ÚZSVM upozorňuje státní instituce na výdaje, které převyšují průměr zjištěný za ČR a vyzývá je k přijetí nápravných opatření, což může být přesoutěžení či jednání s dodavateli o snížení plateb.
Data zadávají samy jednotlivé státní instituce, které jsou podle zákona odpovědné za jejich úplnost a správnost. Pokud ÚZSVM zjistí nesprávné údaje, žádá státní instituce, aby zajistily nápravu, avšak nemá žádnou pravomoc ověřit ekonomické údaje ani přimět státní instituce k nápravě, pokud svoje zákonné povinnosti neplní. 

## Elektronický aukční systém
ÚZSVM od roku 2018 provozuje první státní elektronický aukční systém pro prodej nepotřebného státního majetku připravený kompletně vlastními silami. Veřejnost může od státu nakupovat nepotřebný majetek na jednom místě z pohodlí svého domova a sledovat v reálném čase vývoj aukcí. Do systému mají přístup také všechny státní instituce, kterých je přes 400. V elektronickém aukčním systému stát nabízí nejen lukrativní nemovitosti, automobily a virtuální měny, ale také drobné movité předměty či vybavení domácností. Příjmy z prodejů úřad odvádí do státního rozpočtu.  
Od spuštění elektronického aukčního systému proběhlo přes 37 tisíc výběrových řízení s elektronickou aukcí, v nichž stát získal více než 4,4 miliardy korun. Stránky elektronických aukcí www.nabidkamajetku.gov.cz navštívilo již přes 3,4 milionu uživatelů.
V roce 2024 proběhlo 4 747 výběrových řízení s elektronickou aukcí a příjem z nich přesáhl miliardu korun. Nejdražší položkou prodanou prostřednictvím výběrového řízení se v roce 2024 stal areál zámku Kunratice, za který nový majitel zaplatil přes 126 milionů korun. 

## Mezinárodní spolupráce a ocenění

### Mezinárodní spolupráce
ÚZSVM se jako zakládající člen od roku 2007 aktivně podílí na činnosti Public Real Estate Network (PuRE-net). Jedná se o sdružení státních institucí hospodařících s nemovitým majetkem státu v zemích Evropy. Cílem PuRE-net je vzájemná inspirace a výměna zkušeností za účelem zvýšení efektivity hospodaření se státním nemovitým majetkem s důrazem na administrativní budovy a prostory užívané státem.

### Ocenění
Činnost úřadu, konkrétně aplikace Nabídka majetku státu, byla též oceněna v soutěži Křišťálová lupa. ÚZSVM se umístil na šestém místě v kategorii E-commerce inspirace za aplikaci Nabídka majetku státu a novou možnost prodávat majetek prostřednictvím elektronických aukcí.
V roce 2017 získal ÚZSVM podruhé za sebou cenu OTEVŘENO, kterou uděluje obecně prospěšná společnost Otevřená společnost. Ocenění obdržel za zavedení řady nových razantních protikorupčních opatření při prodeji a hospodaření se státním majetkem, která byla organizátory soutěže vyhodnocena jako „sada trefných opatření, mířících pomocí transparentnosti na neuralgické body možného zneužívání informací a manipulování při prodeji státního majetku“.